# Finał Mistrzostw Świata w Piłce Nożnej 1962

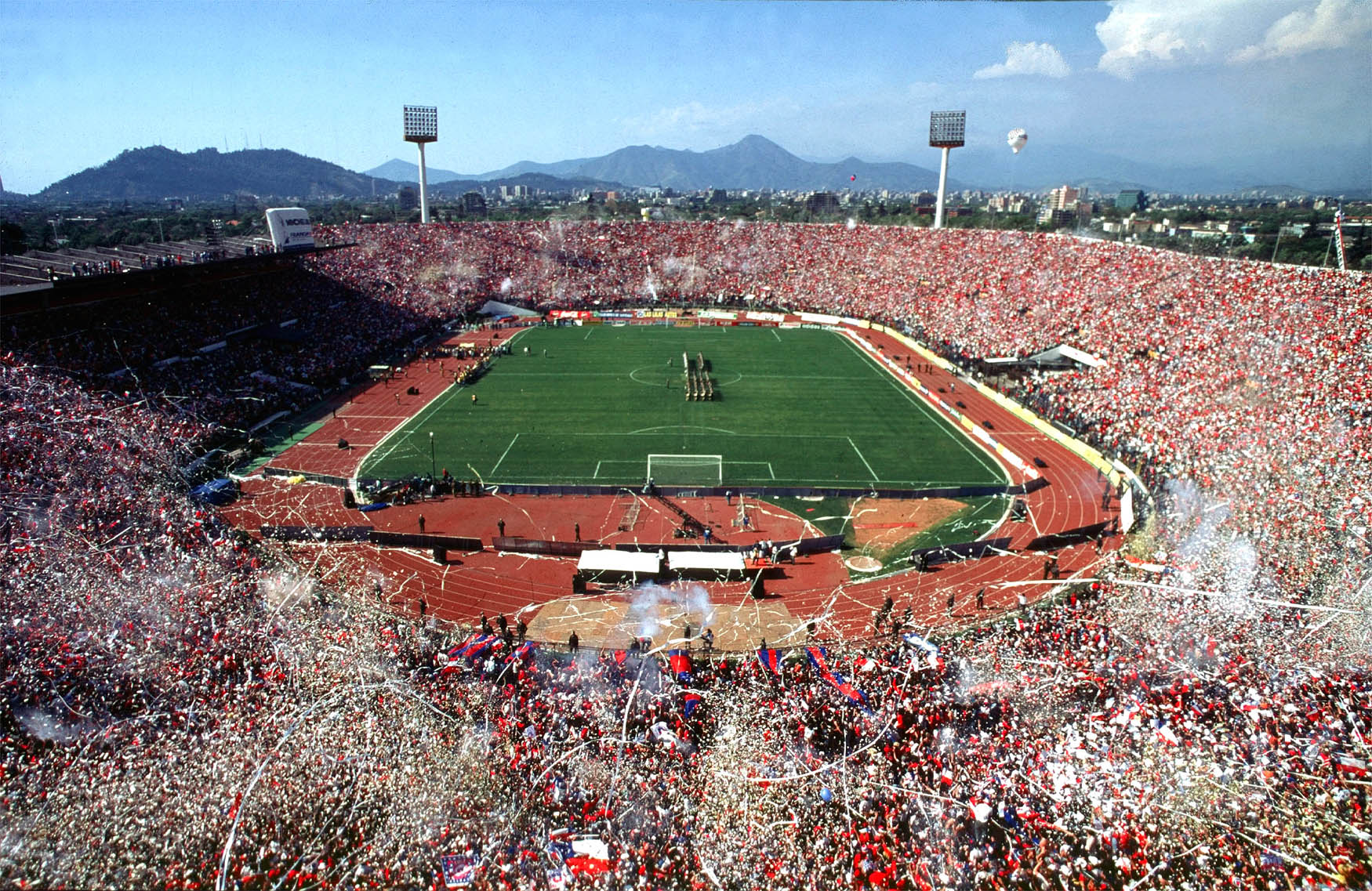
Estadio Nacional w Santiago, arena meczu finałowego mistrzostw świata 1962

Mecz finałowy Mistrzostw Świata w Piłce Nożnej 1962 odbył się 17 czerwca 1962 roku na stadionie Estadio Nacional w Santiago w Chile. Spotkały się w nim reprezentacja Brazylii z reprezentacją Czechosłowacji. Sędzią tego meczu był Nikołaj Łatyszew (ZSRR) – był pierwszym Rosjaninem, który poprowadził finał mistrzostw świata (był to też jego ostatni mecz jako sędzia międzynarodowy). Mistrzostwo świata po raz drugi w historii zdobyli Brazylijczycy, którzy pokonali Czechosłowaków 3:1. Najlepszym zawodnikiem turnieju został Garrincha. Puchar Jules’a Rimeta wzniósł kapitan reprezentacji Brazylii, Mauro Ramos.

## Uczestnicy

### Droga do finału
| Zespół                                  | M | W | R | P | Br+ | Br− | +/− | Pkt |
| --------------------------------------- | - | - | - | - | --- | --- | --- | --- |
| Brazylia                                | 3 | 2 | 1 | 0 | 4   | 1   | +3  | 5   |
| Czechosłowacka Republika Socjalistyczna | 3 | 1 | 1 | 1 | 2   | 3   | −1  | 3   |
| Meksyk                                  | 3 | 1 | 0 | 2 | 3   | 4   | −1  | 2   |
| Hiszpania                               | 3 | 1 | 0 | 2 | 2   | 3   | −1  | 2   |

| Zespół                                  | M | W | R | P | Br+ | Br− | +/− | Pkt |
| --------------------------------------- | - | - | - | - | --- | --- | --- | --- |
| Brazylia                                | 3 | 2 | 1 | 0 | 4   | 1   | +3  | 5   |
| Czechosłowacka Republika Socjalistyczna | 3 | 1 | 1 | 1 | 2   | 3   | −1  | 3   |
| Meksyk                                  | 3 | 1 | 0 | 2 | 3   | 4   | −1  | 2   |
| Hiszpania                               | 3 | 1 | 0 | 2 | 2   | 3   | −1  | 2   |

## Mecz
| 17 czerwca 1962 14:30 UTC−4 | Brazylia · Amarildo 37' · Zito 69' · Vavá 78' | 3:1(1:1)Raport | Czechosłowacka Republika Socjalistyczna · Masopust 15' | Estadio Nacional, Santiago Widzów: 68 679 Sędzia: Nikołaj Łatyszew |
|                             |                                               |                |                                                        |                                                                    |

| 1              | Gilmar           |
| 2              | Djalma Santos    |
| 3              | Mauro Ramos (k.) |
| 5              | Zózimo           |
| 6              | Nílton Santos    |
| 4              | Zito             |
| 8              | Didi             |
| 7              | Garrincha        |
| 21             | Mário Zagallo    |
| 19             | Vavá             |
| 20             | Amarildo         |
| Trener:        |                  |
| Aymoré Moreira |                  |

| 1               | Viliam Schrojf      |
| 12              | Jiří Tichý          |
| 5               | Svatopluk Pluskal   |
| 3               | Ján Popluhár        |
| 4               | Ladislav Novák (k.) |
| 19              | Andrej Kvašňák      |
| 6               | Josef Masopust      |
| 17              | Tomáš Pospíchal     |
| 8               | Adolf Scherer       |
| 18              | Josef Kadraba       |
| 11              | Josef Jelínek       |
| Trener:         |                     |
| Rudolf Vytlačil |                     |

BRAZYLIA
DRUGI TYTUŁ